# André Deutsch
André Deutsch (* 15. November 1917 in Budapest, Österreich-Ungarn; † 11. April 2000 in London) war ein englischer Verleger ungarischer Herkunft. 

## Leben
Deutsch erlernte seinen Beruf im Verlag Aldor Publications in London. Zusammen mit Francis Aldor, dem Besitzer dieses Verlags, wurde er nach Beginn des Zweiten Weltkriegs auf der Isle of Man interniert, nachdem er nach der Machtübernahme durch die Nationalsozialisten aus Österreich geflohen war.
Deutsch machte die Bekanntschaft mit Ivor Nicholson und Bernard Watson und wechselte für kurze Zeit von Aldor Publications zu deren Verlag Nicholson & Watson. Als nach Kriegsende eine Zusammenarbeit mit George Weidenfeld nicht zustande kam, gründete Deutsch um 1948 den Verlag Allan Wingate. Dieser bestand bis 1952 und ging dann in dem Verlag André Deutsch Ltd. auf. 
Dieser Verlag existierte als eigenständiges Unternehmen bis in die 1980er Jahre und war – verglichen mit anderen Verlagshäusern – relativ klein, dafür aber ziemlich einflussreich. Deutsch verlegte u. a. Autoren wie Michael Anthony, Margaret Atwood, Helene Hanff, Jack Kerouac, Earl Lovelace, Norman Mailer, V. S. Naipaul, Ogden Nash, Andrew Robinson, Philip Roth, Art Spiegelman, John Updike und Charles Gidley Wheeler. 
Mit über 83 Jahren starb André Deutsch am 11. April 2000 in London und fand dort auch seine letzte Ruhestätte.
Heute ist der Verlag André Deutsch Ltd. ein Teil (Imprint) der Carlton Publishing Group.